# 小层孔菌属
小层孔菌属（学名：Fomitella）是白肉迷孔菌科下的一个属。

## 下属物种
本属包括以下物种：
- 马来西亚小层孔菌 Fomitella malaysiana (Corner) T.Hatt. & Sotome
- 仰卧小层孔菌 Fomitella supina (Sw.) Murrill